# Mirsk (przystanek kolejowy)
Mirsk – przystanek osobowy w Mirsku, w południowo-zachodniej części województwa dolnośląskiego. Pierwotnie była to stacja kolejowa oddana do użytku 1 listopada 1884 roku razem z linią kolejową z Gryfowa Śląskiego. 
Mirsk miał charakter stacji węzłowej, z której to jeździły pociągi w trzech kierunkach, do Świeradowa-Zdroju, Gryfowa Śląskiego i do granicy z Czechami. 10 grudnia 2023 roku po rewitalizacji linii Gryfów Śląski – Świeradów-Zdrój powróciły regularne połączenia pasażerskie, a w Mirsku otwarto peron przystankowy.

## Położenie
Przystanek położony jest w północno-zachodniej części Mirska, przy placu Dworcowym, w odległości około 500 m od placu Wolności w Mirsku. Administracyjnie leży w województwie dolnośląskim, w powiecie lwóweckim, w gminie Mirsk.
Przystanek jest położony na wysokości 352 m n.p.m.

## Historia
Stacji kolejowa w Mirsku powstała wraz z doprowadzeniem państwowej linii kolejowej z Gryfowa Śląskiego. O połączeniu obydwu miast zdecydowano w 1882 roku. Wtedy to Landtag Prus podjął decyzję o budowie linii kolejowej do Mirska w celu ożywienia lokalnej gospodarki. Dla potrzeb nowej stacji miasto Mirsk wydzieliło 1 ha terenu, powstałego z zasypania Lnianego Stawu. Otwarcie linii, a wraz z nią stacji odbyło się 1 listopada 1884 roku. Pierwszy uroczysty pociąg na stację przyjechał o 12:30.
Dalsze plany związane ze stacją miały związek z budową przedłużenia linii do późniejszej granicy z Czechami, do Jindřichovic pod Smrkem. Linię tę otwarto 1 listopada 1904 roku, dzięki czemu Mirsk stał się stacją przelotową. Do 1907 roku powstał na stacji dworzec kolejowy.
Pierwszą koncepcję przedłużenia linii ze stacji Mirsk do Świeradowa-Zdroju zaproponowano w 1901 roku, jednakże w ostateczności budowę linii rozpoczęto z inicjatywy prywatnej w marcu 1908 roku. Linię Kolei Gór Izerskich ukończono 1 października 1909 roku, a uroczyste otwarcie odbyło się 31 października tego samego roku. Od tego momentu Mirsk stał się stacją węzłową, skąd pasażerowie przesiadywali się do państwowych pociągów, a większość z nich była skomunikowana z pociągami Kolei Gór Izerskich. Sama stacja miała z założenia być użytkowana wspólnie z kolejami państwowymi. Planowano wówczas także rozbudowę pomieszczeń magazynowych, ramp załadowczych i placu składowego.
Zimą 1941 roku w Świeradowie-Zdroju odczepiony od składu wagon z węglem staczał się w kierunku Mirska i tam uderzył w skład osobowy. Wcześniej ewakuowano wszystkich ludzi ze stacji, natomiast uszkodzeniu uległy wagony.

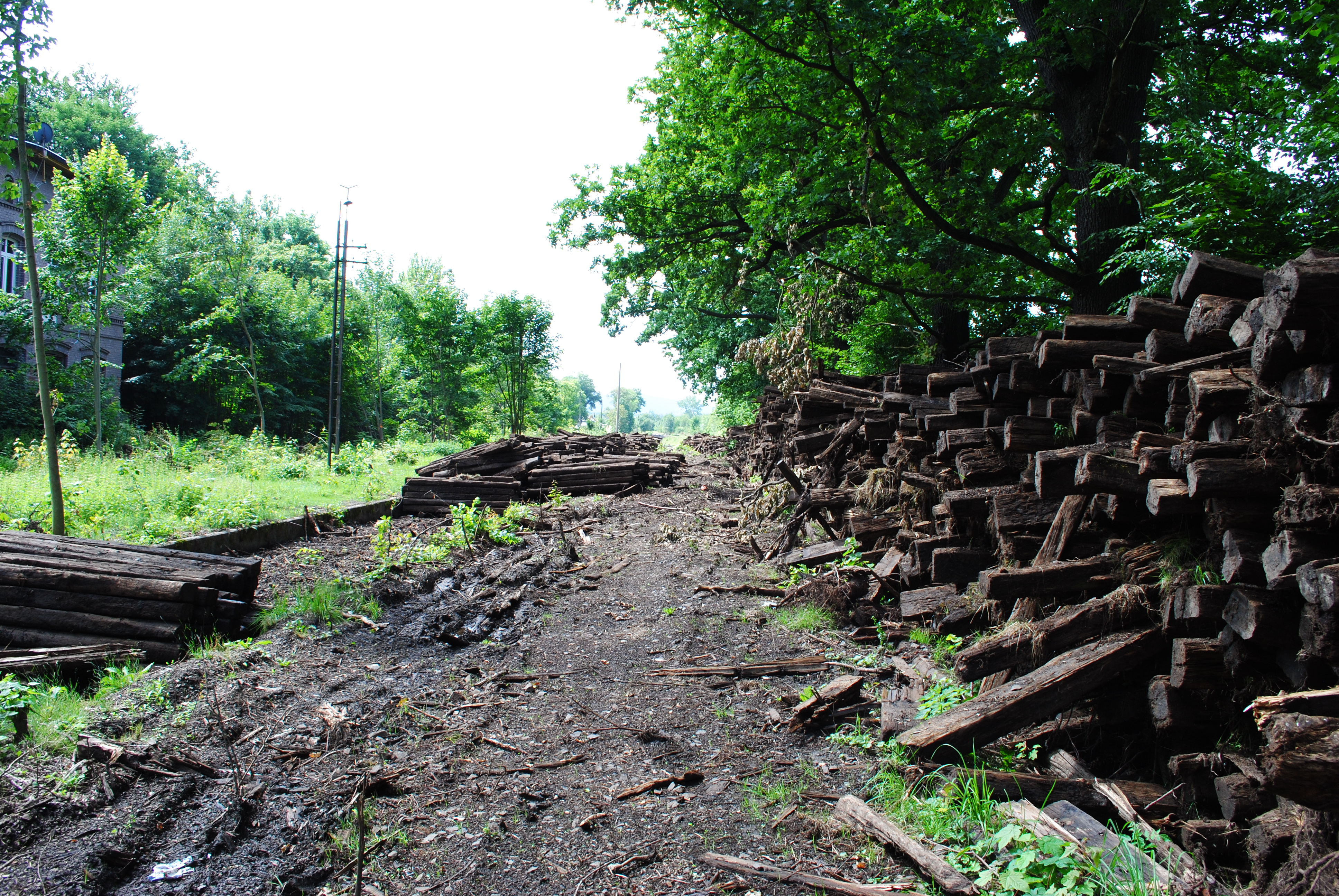
Linia nr 317 na wysokości Mirska w trakcie prac przygotowawczych pod rewitalizację linii kolejowej (2021)

Po II wojnie światowej cała infrastruktura przeszła w zarząd Polskich Kolei Państwowych. Zmalała również ranga stacji, gdyż przedłużono relacje pociągów lokalnych, które jeździły ze Świeradowa Zdroju, do Legnicy przez Gryfów Śląski i Lwówek Śląski, a także do Jeleniej Góry, ale przez Lwówek Śląski.
Połączenie w stronę Pobiednej zostało na mocy zarządzenia z 30 kwietnia 1987 roku zawieszone 1 lipca tegoż roku. Ostatni pociąg pasażerski ze stacji Mirsk odjechał 11 lutego 1996 roku. Przez następne dwa lata kursowały dalej pociągi towarowe. Ruch pociągów zawieszono całkowicie po wypadku, w którym pociąg towarowy od strony Świeradowa Zdroju nie zdołał wyhamować i wpadł na wagon z węglem na tej stacji. Pociąg ratunkowy wykoleił się potem na wykolejnicy przy wjeździe na stację.
Od zawieszenia ruchu kolejowego pojawiło się kilka inicjatyw dotyczących reaktywacji linii kolejowej przez Mirsk. 8 czerwca 2020 roku spisano akt notarialny, na mocy którego województwo dolnośląskie przejęło linie kolejowe nr 317 i 336 Gryfów Śląski – Mirsk – Świeradów Zdrój od Polskich Kolei Państwowych. Pod koniec maja 2021 roku rozpoczęły się pierwsze prace przy rewitalizacji obydwu linii kolejowych.
7 grudnia 2023 roku odbyła się uroczystość otwarcia linii kolejowej przez Mirsk, a pierwsze regularne połączenia pasażerskie na linii ruszyły trzy dni później. W ten sposób po 27 latach Mirsk odzyskał pasażerskie połączenia kolejowe.

## Linie kolejowe
Przystanek osobowy Mirsk był pierwotnie stacją kolejową na linii kolejowej nr 284 Legnica – Pobiedna (23. posterunek ruchu; 80,244 km), która od 1999 roku odcinku Gryfów Śląski – Mirsk, a od 2023 roku na odcinku Gryfów Śląski – Mirsk – Świeradów-Zdrój jest oznaczona pod numerem 317 (3. posterunek ruchu; 8,772 km). Linia ta wraz z przystankiem Mirsk jest pod zarządem Dolnośląskiej Służby Dróg i Kolei. Kontynuacją linii w kierunku Świeradowa Nadleśnictwo była pierwotnie linia kolejowa nr 336 – przed 1945 rokiem linia Kolei Gór Izerskich (1. posterunek ruchu; −0,182).
Pierwotny układ torowy przystanku to 2 tory główne zasadnicze i 6-7 torów bocznych, w tym ładunkowych. Po zlikwidowaniu odcinka do Pobiednej układ torowy uległ przebudowie.
Pierwotna stacja Mirsk połączona była 3-kilometrową, wybudowaną w 1923 roku wąskotorową linią towarową do kopalni kaolinu w Kamieniu, która została rozebrana przed II wojną światową. W 2008 roku jedynym śladem po niej był dawny most kolejowy w Mroczkowicach oraz wykop na polach pomiędzy Kwisą a lasem.

## Infrastruktura

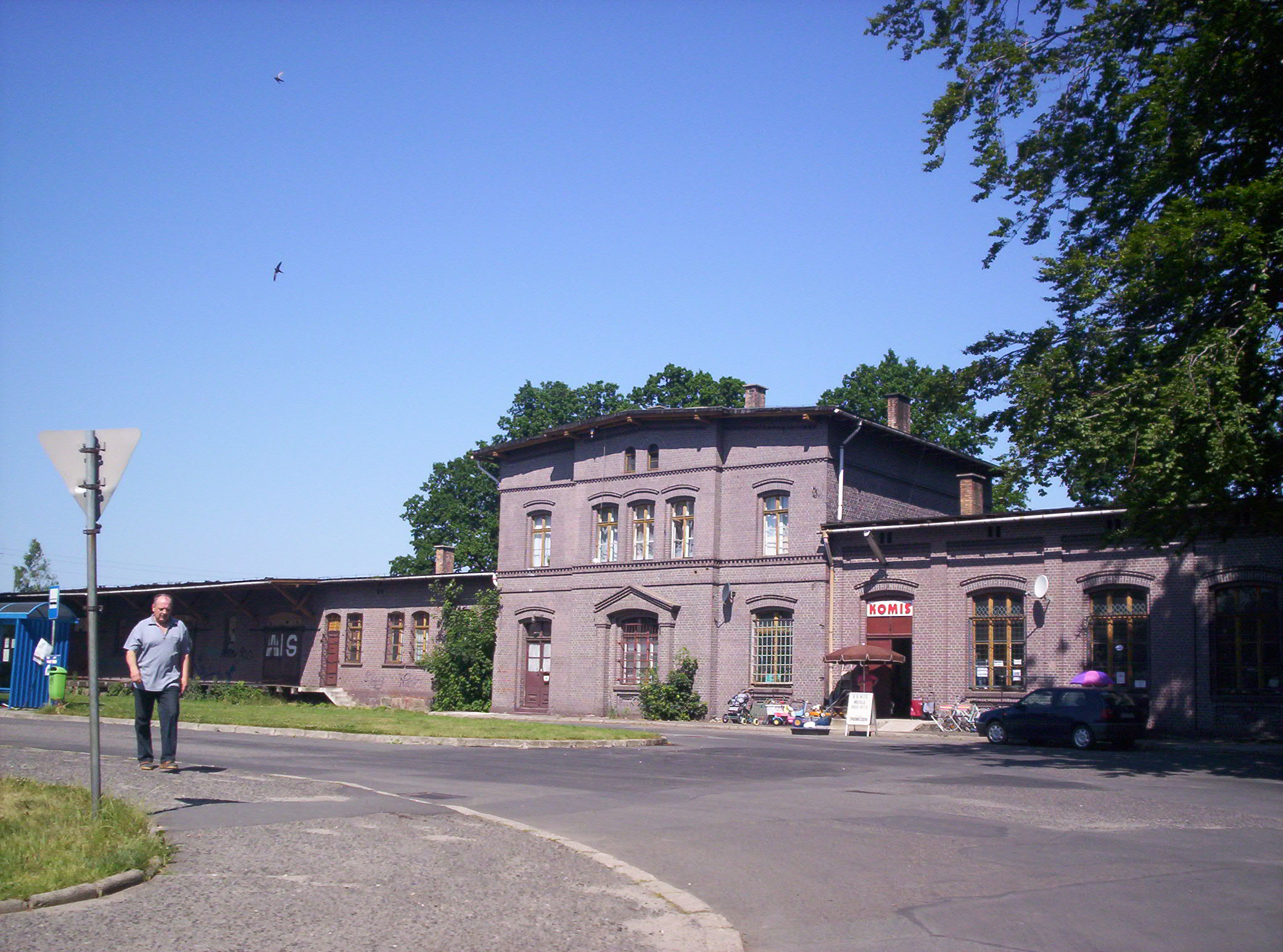
Dworzec kolejowy przy przystanku Mirsk; widok od frontu (2009)

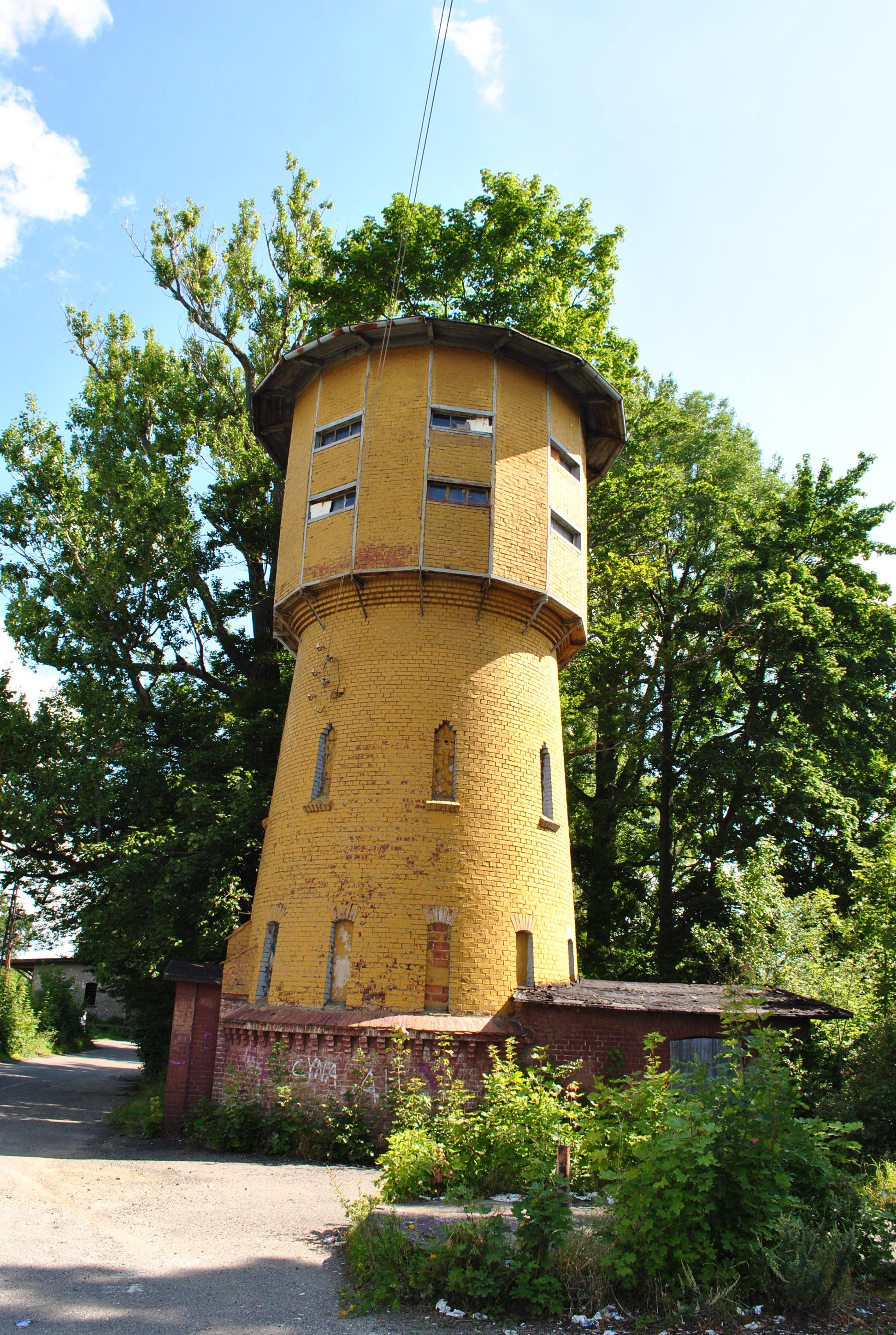
Wieża ciśnień przy przystanku

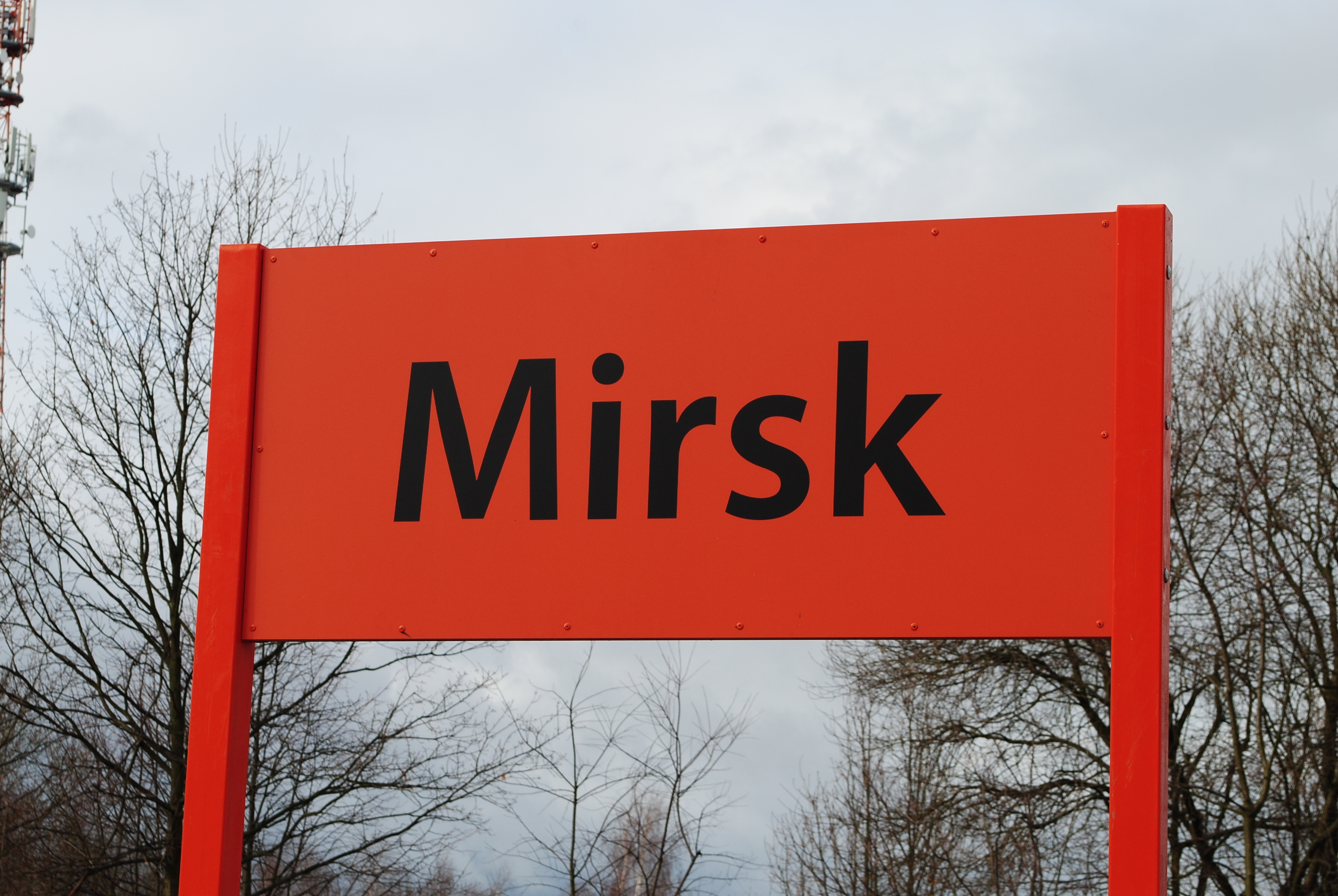
Tablica z nazwą przystanku (2024)

Przystanek osobowy Mirsk wyposażony jest w peron z zadaszeniem, ławkami, koszami na śmieci, oświetleniem, tablicami informacyjnymi i monitoringiem, a przy nim znajdują się zadaszone miejsce ze stojakami rowerowymi oraz parking samochodowy. Pierwotnie znajdowały się tutaj dwa perony, w tym drugi dwukrawędziowy.
Położony w sąsiedztwie peronu przystankowego dwukondygnacyjny dworzec kolejowy został oddany do użytku 1 kwietnia 1906 roku, a rok później dobudowano jeszcze mniejsze pomieszczenia i budynki. Na dworcu mieściła się nastawnia Mk. W 2013 roku budynek był wykorzystywany pod funkcje handlowe (centralna część dworca) oraz mieszkaniowa (wschodnia część). Do dworca przylega magazyn towarowy o powierzchni 80 m² z rampą załadowczo-wyładowczą. Magazyn ten wybudowano dla obsługi ruchu towarowego w ramach budowy linii do Świeradowa-Zdroju. 
Po południowej stronie przystanku, około 150 m na południowy wschód od wejścia do budynku dworca znajduje się nieużywana wieża wodna. Ponadto infrastruktura dawnej stacji Mirsk obejmowały następujące obiekty: parowozownia (wyburzona a początku lat 80. XX wieku), nastawnia wykonawcza Mk1, dwa place ładunkowe po dwóch stronach torów kolejowych, waga wagonowa i WC.

## Połączenia
Połączenia pasażerskie realizowane z Mirska miały charakter regionalny, ale przez stację kursowały przed 1945 rokiem dodatkowo dalekobieżne wagony w relacji między Berlinem i Wrocławiem a stacją Świeradów Zdrój. Okazjonalnie kursowały tu pociągi specjalne (w tym kolonijne), które dowoziły turystów i kuracjuszy do Świeradowa-Zdroju. Od 10 grudnia 2023 roku, w okresie 2023/2024 z przystanku Mirsk odbywa się ruch pasażerski na odcinku Świeradów-Zdrój – Gryfów Śląski wraz z przedłużeniem części kursów do Jeleniej Góry, Węglińca i Görlitz. Połączenia obsługiwane są przez Koleje Dolnośląskie.
| Okres | Kierunek                                                      | L. połączeń | Źr.    |         | Okres                                                                     | Kierunek | L. połączeń | Źr. |
| ----- | ------------------------------------------------------------- | ----------- | ------ | ------- | ------------------------------------------------------------------------- | -------- | ----------- | --- |
| 1914  | Gryfów Śląski Pobiedna                                        | 10 6        | [ 31 ] | 1966/67 | Świeradów Zdrój Legnica Gryfów Śląski Jelenia Góra Lubań Śląski Złotoryja | 5 2 1    | [ 32 ]      |     |
| 1939  | Gryfów Śląski Pobiedna Świeradów Zdrój Świeradów Nadleśnictwo | 11 7 3      | [ 33 ] | 1985/86 | Świeradów Zdrój Gryfów Śląski Jelenia Góra                                | 3 2      | [ 34 ]      |     |
| 1947  | Świeradów Nadleśnictwo Gryfów Śląski Lwówek Śląski            | 3 2 1       | [ 35 ] | 1995/96 | Gryfów Śląski Świeradów Zdrój                                             | 4 3      | [ 36 ]      |     |

## Powiązania komunikacyjne
Przed budynkiem dworca zlokalizowany jest przystanek autobusowy (Mirsk D.K. oraz Mirsk Pl. Dworcowy). W listopadzie 2013 roku głównymi kierunkami autobusów były: Świeradów-Zdrój (30 kursów), Jelenia Góra (15), Lubań (11), Gryfów Śląski (10), oraz Lwówek Śląski (10).